# Zayandeh Ruddammen
Zayandeh Ruddammen (persiska: Sadd-e Shāh ‘Abbās-e Kabīr, س,د زاینده رود), också benämnd Chadegandammen och tidigare Shah Abbasdammen, är en dammbyggnad i Zayandehfloden i provinsen Esfahan i Iran. i den centrala delen av landet. Dammen ligger 2 023 meter över havet.
Dammen blev färdig 1967. Dess viktigaste funktion är att reglera vattentillgången för Esfahan. Den försörjer också en kraftstation på 55 MW..
Närmaste större samhälle är Chādegān, 10,8 km väster om dammen. Trakten runt Sadd-e Zāyandeh Rūd består i huvudsak av gräsmarker.

## Bildgalleri

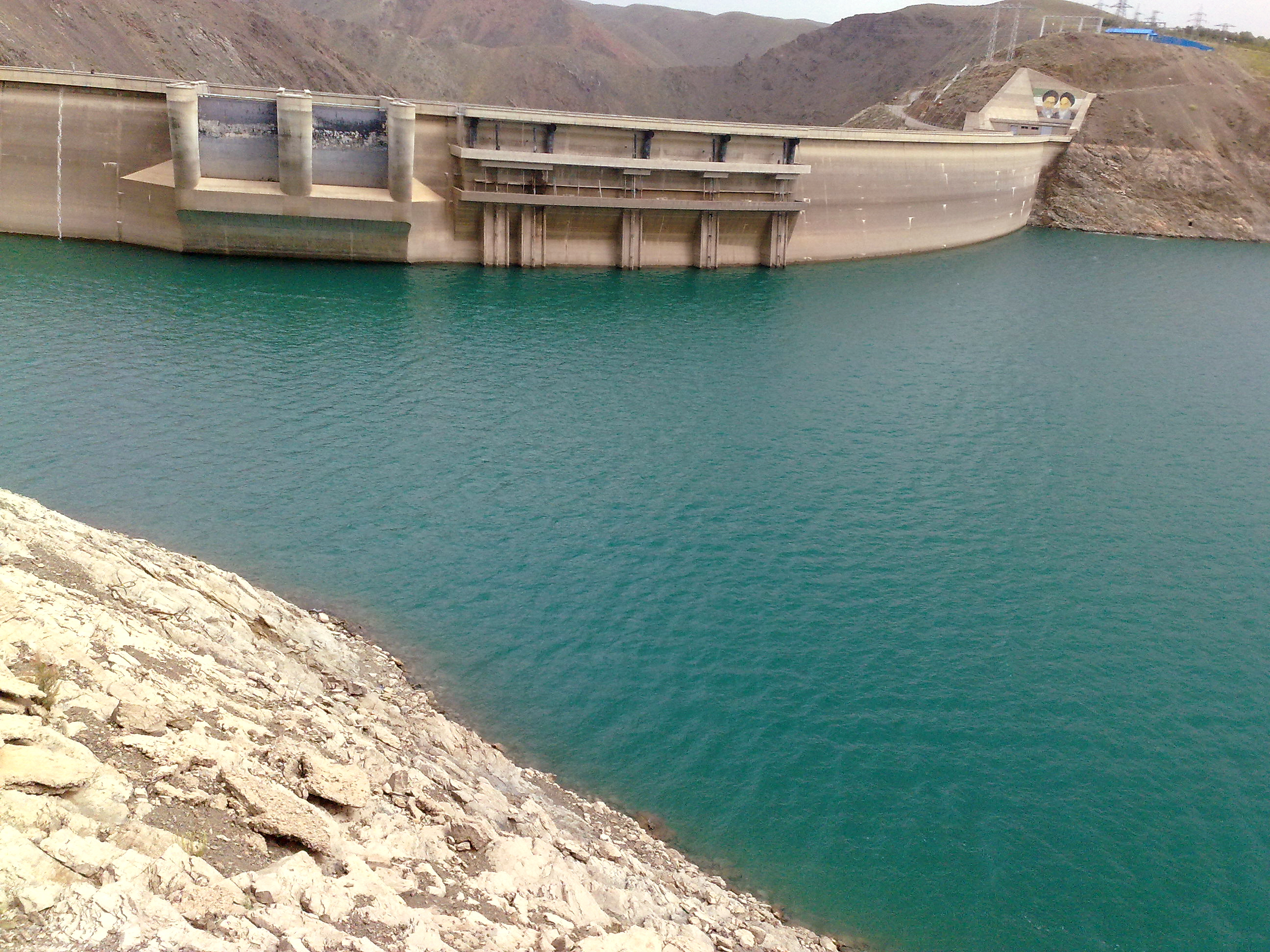
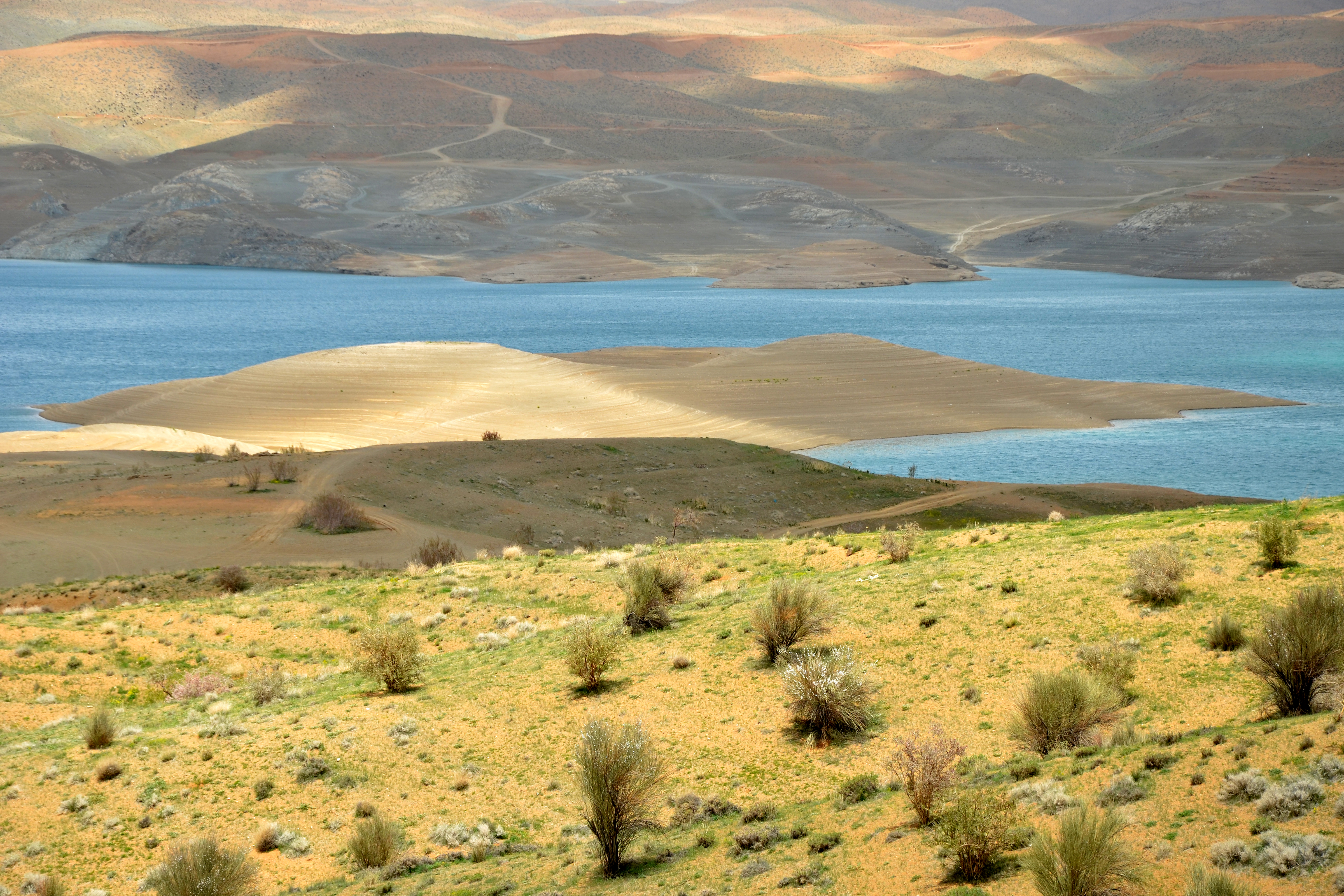
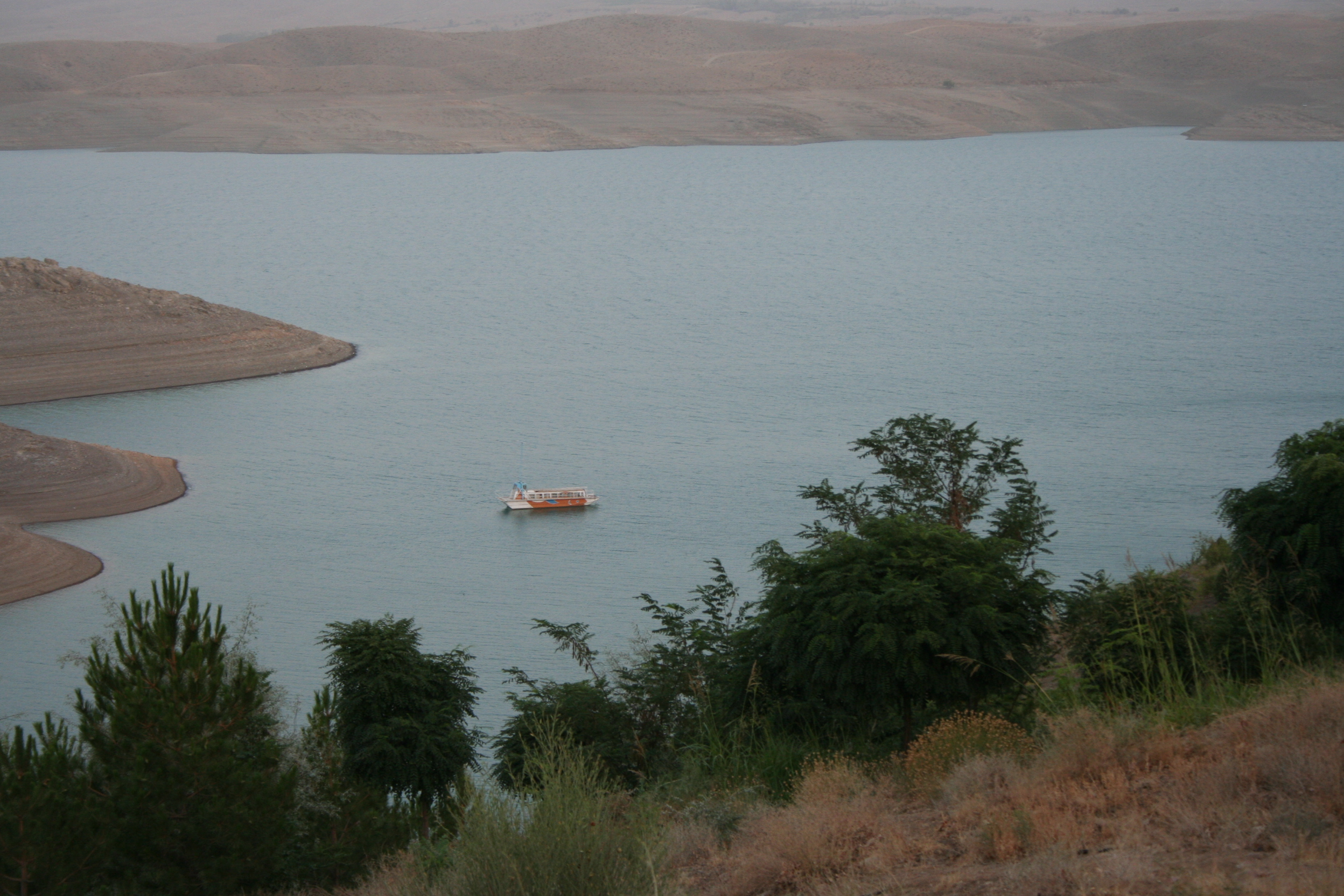